# Risoluzione 67/19 dell'Assemblea generale delle Nazioni Unite
La risoluzione 67/19 dell'Assemblea generale delle Nazioni Unite è stata adottata il 29 novembre 2012 per la concessione dello status di osservatore permanente, come Stato non membro, allo Stato di Palestina. Tale risoluzione conferisce allo Stato palestinese uno status equivalente, in seno alle Nazioni Unite, a quello dello Stato della Città del Vaticano.

## Dichiarazioni
Il presidente palestinese Abū Māzen presentò la domanda di adozione di tale status, affermando come il proprio paese avesse bisogno di un certificato di nascita.
I paesi membri dell'Unione europea non hanno avuto una posizione comune: Francia, Grecia, Irlanda, Italia e Spagna hanno espresso il loro appoggio all'approvazione, mentre Germania, Gran Bretagna e Paesi Bassi hanno optato per l'astensione. La Repubblica Ceca ha votato contro.
Il rappresentante della Germania ha motivato la posizione del suo paese affermando come il proprio paese sia favorevole alla nascita di uno Stato palestinese, ma che il miglior modo di raggiungere questo obiettivo sia quello di un accordo con Israele.
Tra i paesi favorevoli a tale riconoscimento vi erano anche Cina e Russia.
Tra i paesi contrari vi sono Israele e gli Stati Uniti. Questi ultimi hanno motivato il proprio dissenso, per mezzo del segretario di Stato Hillary Clinton, rilevando come non sia stata una scelta proficua per la pace nell'area. Il premier israeliano, Benjamin Netanyahu ha rilevato come tale risoluzione non cambi, di fatto, nulla nelle relazioni tra i due paesi. Anzi, tale scelta non può fare altro che allontanare la costituzione di uno stato palestinese.

## Votazione
A favore
     Contro
     Astensione
     Assente
     Non-membri

Voto sul riconoscimento dello status di Stato osservatore non-membro alla Palestina:
A favore
Contro
Astensione
Assente
Non-membri

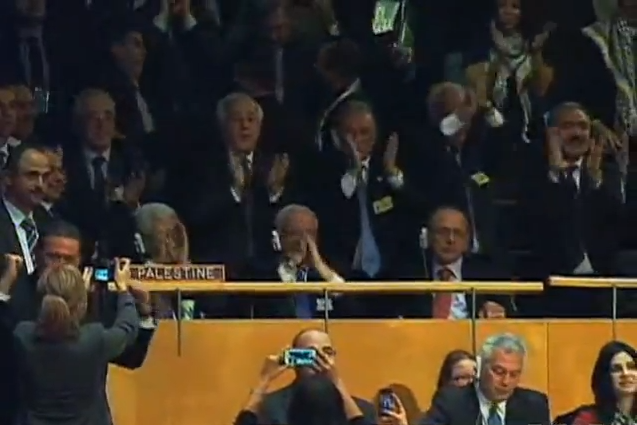
La delegazione palestinese applaude dopo l'approvazione della risoluzione

La risoluzione è stata approvata con il voto favorevole di 138 stati membri, 41 astenuti e 9 contrari.

### Favorevoli
I paesi che hanno votato a favore sono:
Afghanistan,
Algeria,
Angola,
Antigua e Barbuda,
Arabia Saudita,
Argentina,
Armenia,
Austria,
Azerbaigian,
Bahrein,
Bangladesh,
Bielorussia,
Belgio,
Belize,
Benin,
Bhutan,
Bolivia,
Botswana,
Brasile,
Brunei,
Burkina Faso,
Burundi,
Cambogia,
Capo Verde,
Ciad,
Cile,
Cina,
Comore,
Congo,
Corea del Nord,
Costa d'Avorio,
Costa Rica,
Cuba,
Cipro,
Danimarca,
Dominica,
Ecuador,
Egitto,
El Salvador,
Emirati Arabi Uniti,
Eritrea,
Etiopia,
Filippine,
Finlandia,
Francia,
Gabon,
Gambia,
Georgia,
Ghana,
Giappone,
Gibuti,
Giordania,
Grecia,
Grenada,
Guinea,
Guinea-Bissau,
Guyana,
Honduras,
India,
Indonesia,
Iran,
Iraq,
Irlanda,
Islanda,
Italia,
Giamaica,
Kazakistan,
Kenya,
Kirghizistan,
Kuwait,
Laos,
Lesotho,
Libano,
Libia,
Liechtenstein,
Lussemburgo,
Malaysia,
Maldive,
Mali,
Malta,
Marocco,
Mauritania,
Mauritius,
Messico,
Mozambico,
Myanmar,
Namibia,
Nepal,
Nicaragua,
Niger,
Nigeria,
Norvegia,
Nuova Zelanda,
Oman,
Pakistan,
Perù,
Portogallo,
Qatar,
Repubblica Centrafricana,
Repubblica Dominicana,
Russia,
Saint Kitts e Nevis,
Saint Lucia,
Saint Vincent e Grenadine,
São Tomé e Príncipe,
Senegal,
Serbia,
Seychelles,
Sierra Leone,
Siria,
Isole Salomone,
Somalia,
Spagna,
Sudafrica,
Sudan del Sud,
Sri Lanka,
Sudan,
Suriname,
Svezia,
Svizzera,
Swaziland,
Tagikistan,
Tanzania,
Thailandia,
Timor Est,
Trinidad e Tobago,
Tunisia,
Turchia,
Turkmenistan,
Tuvalu,
Uganda,
Uruguay,
Uzbekistan,
Venezuela,
Vietnam,
Yemen,
Zambia,
Zimbabwe.

### Contrari
I paesi che hanno votato contro l'adozione di questa risoluzione sono:
Canada,
Israele,
Isole Marshall,
Micronesia,
Nauru,
Palau,
Panama,
Repubblica Ceca,
Stati Uniti.

### Astenuti
I paesi astenuti sono stati:
Albania,
Andorra,
Australia,
Bahamas,
Barbados,
Bosnia ed Erzegovina,
Bulgaria,
Camerun,
Colombia,
Croazia,
Estonia,
Figi,
Germania,
Guatemala,
Haiti,
Lettonia,
Lituania,
Malawi,
Principato di Monaco,
Mongolia,
Montenegro,
Paesi Bassi,
Papua Nuova Guinea,
Paraguay,
Polonia,
Regno Unito,
Repubblica Democratica del Congo,
Repubblica di Corea,
Moldavia,
Romania,
Ruanda,
Samoa,
San Marino,
Singapore,
Slovacchia,
Slovenia,
Macedonia,
Togo,
Tonga,
Ungheria,
Vanuatu.

### Assenti
Non si sono presentati alla votazione i seguenti paesi:
Guinea Equatoriale,
Kiribati,
Liberia,
Madagascar,
Ucraina.

## Effetti della risoluzione
Tale risoluzione permetterà alla Palestina di partecipare alle discussioni presso il palazzo di vetro, nonché chiedere di aderire ad altre agenzie specializzate delle Nazioni Unite. Il 17 dicembre, l'ONU ha approvato il cambio di nome da "Palestina" a "Stato di Palestina" e ha disposto che in tutti i documenti ufficiali venisse usato il secondo termine. Inizialmente, non fu chiaro se il nuovo status conferisse alla Palestina il diritto di presentare denunce presso la Corte penale internazionale.  Il 2 settembre 2014, la Procuratrice della Corte penale Fatou Bensouda ha affermato che, in seguito al nuovo status presso l'ONU, la Palestina ha acquisito il diritto di aderire allo Statuto di Roma.  Il 2 gennaio 2015 la Palestina ha fatto richiesta di adesione allo Statuto di Roma, adesione entrata in vigore il 1º aprile 2015. Il 20 dicembre 2019 la Procuratrice Fatou Bensouda ha dichiarato che tutti i criteri previsti dallo Statuto di Roma per l'apertura di un'indagine da parte della Palestina sono stati soddisfatti.